# Liste der Bischöfe von Saint Albans
Diese Liste führt die Bischöfe der Diözese St Albans der Kirche von England dar. Die Diözese gehört zur Kirchenprovinz Canterbury, ihr Sitz ist die Stadt St Albans in Hertfordshire.
| Liste der Bischöfe von Saint Albans | Liste der Bischöfe von Saint Albans | Liste der Bischöfe von Saint Albans | Liste der Bischöfe von Saint Albans |
| Von                                 | Bis                                 | Name                                | Anmerkungen                         |
| ----------------------------------- | ----------------------------------- | ----------------------------------- | ----------------------------------- |
| 1877                                | 1890                                | Thomas Claughton                    | vorher Bischof von Rochester        |
| 1890                                | 1902                                | John Festing                        |                                     |
| 1903                                | 1920                                | Edgar Jacob                         | vorher Bischof von Newcastle        |
| 1920                                | 1944                                | Michael Furse                       | vorher Bischof von Pretoria         |
| 1944                                | 1950                                | Philip Loyd                         | vorher Bischof von Nasik (Indien)   |
| 1950                                | 1970                                | Edward Jones                        | vorher Bischof von Willesden        |
| 1970                                | 1980                                | Robert Runcie                       | danach Erzbischof von Canterbury    |
| 1980                                | 1995                                | John Bernard Taylor                 |                                     |
| 1995                                | 2009                                | Christopher Herbert                 |                                     |
| 2009                                | 2025                                | Alan Smith                          | vorher Bischof von Shrewsbury       |
| 2025                                | heute                               | vakant                              |                                     |